# Lịch sử Liên Xô (1927–1953)
Đặc trưng giai đoạn này của Liên xô là sự lãnh đạo của Joseph Stalin, người đang tìm cách tái định hình xã hội Xô viết với nền kinh tế kế hoạch nhiều tham vọng, đặc biệt là một cuộc tập thể hoá nông nghiệp trên diện rộng và sự phát triển sức mạnh công nghiệp. Ông cũng tạo nên một cơ chế an ninh rộng lớn, thường sử dụng cảnh sát mật, các trại lao động, và quyền lực hầu như không hạn chế để định hình lại xã hội Xô viết. Mặt khác, trong giai đoạn này, Liên Xô có một quá trình công nghiệp hóa rất thành công, sự phát triển công nghiệp Liên Xô diễn ra nhanh chóng hơn bất kỳ một quốc gia nào trong lịch sử. Tới cuối giai đoạn, Liên Xô đã trở thành một siêu cường thế giới.
Chiến tranh thế giới thứ hai, còn được gọi là "Cuộc chiến tranh Vệ quốc vĩ đại" tại Liên Xô, đã tàn phá hầu hết Liên bang Xô viết với tổn thất nhân mạng chiếm một phần ba của cả thế giới. Sau Thế chiến II, quân đội Liên Xô kiểm soát Đông Âu, nơi các chính phủ mới lên nắm quyền gia nhập vào khối Liên xô, trong khi Hoa Kỳ giữ ảnh hưởng ở Tây Âu nơi các chính phủ thân phương Tây được thành lập. Cuộc Chiến tranh Lạnh tiếp diễn khi Liên Xô và Hoa Kỳ đấu tranh trực tiếp giành ảnh hưởng trên thế giới.

## Sự phát triển của nhà nước Cộng hoà

### Kế hoạch hóa
Tại đại hội Đảng cộng sản Liên Xô lần thứ XIV vào tháng 12 năm 1927, Iosif Vissarionovich Stalin tấn công cánh tả bằng cách trục xuất Lev Davidovich Trotsky và những người ủng hộ ông ta khỏi Đảng và sau đó chuyển sang chống lại những người cánh hữu bằng cách từ bỏ Chính sách Kinh tế mới (NEP) của Lenin vốn được bênh vực bởi Nikolay Ivanovich Bukharin và Alexey Ivanovich Rykov. Cảnh báo các đại biểu về một sự bao vây sắp xảy đến của chủ nghĩa tư bản, ông nhấn mạnh rằng sự tồn tại và phát triển chỉ có thể đến bằng cách theo đuổi sự phát triển nhanh chóng của công nghiệp nặng. Stalin lưu ý rằng Liên xô đang "lạc hậu hơn các nước tư bản phát triển từ 50 đến 100 năm" (Hoa Kỳ, Pháp, Đức, Anh Quốc...), và vì vậy phải thu hẹp "khoảng cách này" trong 10 năm. Có lẽ trong một sự sợ hãi và linh tính về sự khốc liệt của Chiến tranh thế giới thứ hai sắp xảy ra, Stalin tuyên bố "Chúng ta phải thực hiện điều đó hoặc chúng ta sẽ bị tiêu diệt".
Để giám sát được sự chuyển đổi triệt để của Liên bang Xô viết, dưới sự lãnh đạo của Stalin, Liên Xô đã thành lập Gosplan (Uỷ ban Kế hoạch Quốc gia), một cơ quan nhà nước chịu trách nhiệm chỉ huy nền kinh tế xã hội về hướng tăng cường công nghiệp hoá. Tháng 4 năm 1929, Gosplan đưa ra hai điều cơ bản rằng quá trình đầu tiên sẽ công nghiệp hoá quốc gia trồng trọt. Bản báo cáo 1.700 trang này trở thành cơ bản của Kế hoạch 5 năm cho việc xây dựng nền kinh tế quốc gia, hay Piatiletka, mục tiêu tăng gấp hai dự trữ vốn Xô viết từ 1928 đến 1931.
Thay đổi từ NEP của Lenin, kế hoạch 5 năm lần thứ nhất thành lập kế hoạch trung ương như là cơ sở căn bản để đưa ra quyết định và nhấn mạnh vào công nghiệp hoá nhanh chóng công nghiệp nặng (xem Kinh tế Liên Xô). Nó bắt đầu quá trình chuyển đổi nhanh chóng một quốc gia chủ yếu là nông nghiệp gồm những nông dân thành một siêu cường công nghiệp. Trên thực tế, các kế hoạch ban đầu để đưa ra những cơ sở cho sự tăng trưởng kinh tế vượt bậc trong tương lai.
Hệ thống kinh tế mới do kế hoạch 5 năm lần thứ nhất đòi hỏi có được một loạt những sắp đặt kế hoạch rất phức tạp (xem Khái quát quá trình kế hoạch hoá kinh tế Liên xô). Kế hoạch 5 năm lần thứ nhất nhắm tới việc huy động các nguồn tài nguyên thiên nhiên để xây dựng cơ sở công nghiệp nặng quốc gia bằng cách tăng khai thác than, thép, và những nguồn tài nguyên quan trọng khác. Với một giá nhân lực rất cao, quá trình này đã thành công lớn, tạo lập một nền tảng cho sự phát triển công nghiệp hoá nhanh chóng hơn bất kỳ một quốc gia nào trong lịch sử.

### Tiến hành công nghiệp hoá

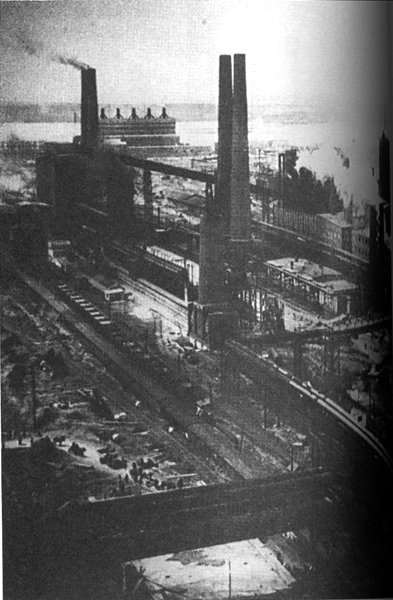
Nhà máy thép Magnitogorsk thập niên 1930, biểu tượng của quá trình công nghiệp hóa Liên Xô

Sự huy động các nguồn lực bởi Ủy ban Kế hoạch Nhà nước tăng cường cơ sở công nghiệp quốc gia. Từ 1928 đến 1932, sản xuất gang, thứ cần thiết cho sự phát triển của hạ tầng công nghiệp chưa hiện hữu, tăng từ 3,3 triệu lên đến 10 triệu tấn một năm. Than, sản phẩm trung gian cung cấp năng lượng cho các nền kinh tế hiện đại và cuộc công nghiệp hoá của Stalin tăng mạnh từ 35,4 triệu đến 75 triệu tấn, và sản xuất quặng thép tăng từ 5,7 triệu đến 19 triệu tấn. Một số tổ hợp công nghiệp lớn như Magnitogorsk và Kuznetsk, các nhà máy ô tô Moskva và Gorky, các nhà máy máy công nghiệp nặng Urals và Kramatorsk, các nhà máy máy kéo Kharkov, nhà máy sản xuất máy kéo Stalingrad và Cheliabinsk đã được hoặc đang trong quá trình xây dựng.
Với sự hỗ trợ của chuyên gia nước ngoài và sau đó là tự lực trong nước, Liên Xô đã xây dựng được một loạt các tổ hợp công nghiệp khổng lồ ở dọc sông Dniepr, các nhà máy luyện kim như Magnitogorsk, Lipetsk và Chelyabinsk, Novokuznetsk, Norilsk và Uralmash, nhà máy máy kéo ở Volgograd, Chelyabinsk, Kharkov, Uralvagonzavod... và nhiều nơi khác. Năm 1935, Liên Xô đã khởi công giai đoạn đầu tiên của Tuyến tàu điện ngầm Moscow với tổng chiều dài 11,2 km, một công trình hiện đại thời bấy giờ và vẫn được sử dụng cho tới ngày nay.
Nhà máy sản xuất ô tô Moscow và Gorky được xây dựng, và việc mở rộng các cơ sở công nghiệp nặng và sản xuất thép đã làm cho việc sản xuất một số lượng lớn ô tô trở thành hiện thực. Ví dụ, sản xuất xe con và xe tải, đã đạt tới con số 200.000 vào năm 1931 (trước năm 1917, nước Nga gần như không có khả năng tự sản xuất ô tô).
Dựa phần lớn ở những con số trên kế hoạch sản xuất, các chỉ tiêu công nghiệp trong 5 năm đã được hoàn thành tới 93,7% chỉ trong 4 năm, trong khi chỉ tiêu dành cho công nghiệp nặng được hoàn thành tới 108%. Tháng 12 năm 1932, Stalin tuyên bố kế hoạch 5 năm lần 1 là một sự thành công trước Uỷ ban Trung ương, bởi vì sự tăng trưởng sản xuất than và thép có thể đáp ứng cho sự phát triển công nghiệp trong tương lai.
Trong khi không nghi ngờ đã có được một bước nhảy vọt trong năng lực công nghiệp, kế hoạch 5 năm đã đề ra kỷ luật khắc nghiệt đối với công nhân công nghiệp; các định mức sản lượng cao, đòi hỏi thợ mỏ phải làm việc ba ca (khoảng 10-12 giờ một ngày). Việc không hoàn thành định mức có thể dẫn đến trách nhiệm cá nhân, bị trừ lương và giảm tiêu chuẩn sinh hoạt. Các điều kiện làm việc và an toàn lao động khá thấp. Khoảng 127.000 vụ tai nạn lao động đã xảy ra trong bốn năm (từ 1928 đến 1932). Việc sử dụng lao động trong các trại giam cũng không bị bỏ qua. Trong việc xây dựng các tổ hợp công nghiệp, những người trong các trại lao động cũng được sử dụng như những nguồn tài nguyên nhân lực có thể tận dụng.

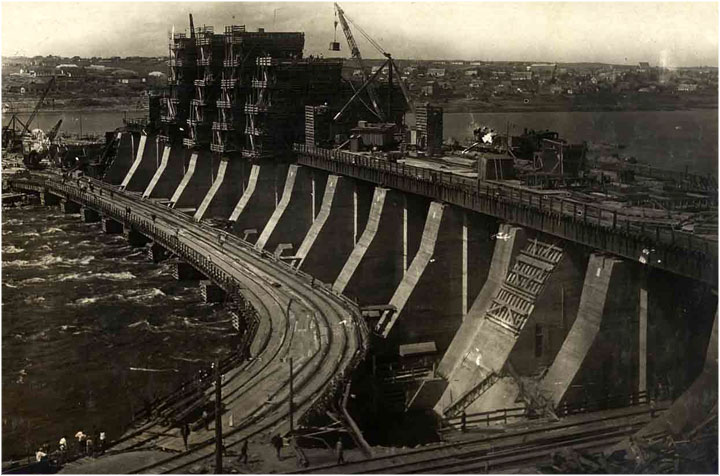
Nhà máy thủy điện Dnepr được xây dựng năm 1927, đây là đập thủy điện lớn nhất châu Âu khi đó và được ca ngợi là một trong những thành tựu lớn nhất của chương trình công nghiệp hóa Liên Xô.

Sau Kế hoạch 5 năm lần thứ nhất, Liên Xô đã có được nền công nghiệp nặng với kỹ thuật tiên tiến, xây dựng 1.500 xí nghiệp, chủ yếu là loại lớn và hiện đại. Kế hoạch được thực hiện xong trong 4 năm 3 tháng, giá trị tổng sản phẩm công nghiệp tăng 2 lần, trong đó công nghiệp nặng tăng 2,7 lần. Công nghiệp đã cho ra đời những ngành mới như sản xuất máy kéo, ô tô, máy bay, máy liên hợp, đầu máy chạy điện, sản xuất cao su nhân tạo, tơ tổng hợp và chất dẻo Kế hoạch 5 năm lần thứ nhất đã hoàn thành trước khi thời hạn (4 năm 3 tháng), nền công nghiệp Liên Xô lúc này có khả năng trang bị kỹ thuật mới không chỉ trong công nghiệp và cả trong các ngành giao thông vận tải, xây dựng và nông nghiệp.
Kế hoạch 5 năm lần thứ 2 đặc biệt chú trọng công nghiệp nặng, đã xây dựng 4.500 nhà máy; giá trị tổng sản phẩm công nghiệp tăng 2,2 lần, trong đó nhóm A tăng 2,4 lần. Công nghiệp nhẹ cũng tăng nhưng không đạt kế hoạch (do số vốn đầu tư phải rút bớt cho công nghiệp quốc phòng để đề phòng nguy cơ chiến tranh)
Công nghiệp hóa nông nghiệp được chú trọng hàng đầu. Với sự xuất hiện của ngành công nghiệp máy kéo trong nước, năm 1932 Liên Xô đã không cần nhập khẩu máy kéo từ nước ngoài, và trong năm 1934 các nhà máy Kirov ở Leningrad bắt đầu sản xuất nhãn hiệu máy kéo "Universal", nhãn hiệu máy kéo đầu tiên xuất khẩu ra nước ngoài. Trong mười năm (1932-1941), Liên Xô đã xuất khẩu khoảng 700 nghìn máy kéo, chiếm 40% sản lượng thế giới.
Tới trước Chiến tranh thế giới thứ hai, từ xuất phát điểm là Đế quốc Nga với nền sản xuất lạc hậu với tổng sản lượng công nghiệp chỉ đứng thứ 6 thế giới (năm 1917), Liên Xô đã vươn lên trở thành cường quốc công nghiệp thứ 2 thế giới và đứng đầu châu Âu, vượt qua Anh-Pháp-Đức và chỉ đứng sau Mỹ. Sản lượng công nghiệp năm 1937 đã tăng gấp 4,5 lần so với năm 1927 (so với năm 1917 thì tăng gần gấp 10 lần) và chiếm 77,4% tổng sản phẩm kinh tế quốc dân. Sản lượng nông nghiệp tăng 2 lần so với 1927, thu nhập bình quân đầu người tăng 3 lần so với 1927. Nạn mù chữ vốn chiếm gần 90% dân số Nga năm 1917, sau 20 năm đã cơ bản được thanh toán. Sản xuất quốc phòng tăng 2,8 lần chỉ sau 5 năm, vũ khí trang bị và trình độ cơ giới hóa cho quân đội Liên Xô đã đạt tương đương với các cường quốc khác trên thế giới
Tới năm 1940, sản lượng công nghiệp của Liên Xô đã tăng gấp 7,7 lần so với năm 1913, bình quân hàng năm tăng 14%. Công nghiệp Liên Xô đã chiếm 77,4% cơ cấu nền kinh tế và chiếm 10% toàn thế giới. Cho đến lúc đó, thế giới chưa từng chứng kiến nhịp độ tăng trưởng nào nhanh như vậy
Nếu tổng sản lượng công nghiệp năm 1913 được coi là 100 đơn vị, các chỉ số tương ứng của năm 1938 là 93,2 cho Pháp; 113,3 cho Anh, 120 cho Hoa Kỳ; 131,6 đối với Đức, và 908,8 cho Liên Xô (tức là tăng gấp 9 lần). Trong chuyến thăm mùa hè năm 1944 của Eric Johnston, Chủ tịch Phòng Thương mại Hoa Kỳ, người đã đến thăm Ural, Siberia và Kazakhstan, đã tuyên bố rằng tiến bộ kinh tế của Liên Xô từ năm 1928 là "một thành tựu phi thường trong lịch sử phát triển công nghiệp của cả thế giới"
Trong lịch sử, nước Anh cần 200 năm để trở thành một nước công nghiệp, nước Mỹ cần 120 năm, Nhật Bản cần 40 năm. Trong khi đó, Liên Xô chỉ cần 18 năm để hoàn thành về cơ bản quá trình công nghiệp hóa của mình. Đây là tốc độ công nghiệp hóa nhanh nhất mà lịch sử thế giới từng ghi nhận.
Nói một cách hình tượng, trong một khoảng thời gian ít hơn 1/4 thế kỷ, trình độ kỹ thuật của nước Nga đã nhảy vọt từ thế kỷ 16 đến thế kỷ 20. Kenneth Neill Cameron nhận xét: 
"Rõ ràng là chúng ta đang chứng kiến một sự tiến bộ kinh tế to lớn nhất từng được ghi nhận, ngay cả so với các cuộc Cách mạng công nghiệp. Trong thời hạn 10 năm, một xã hội chủ yếu là phong kiến đã thay đổi thành một đất nước công nghiệp. Và lần đầu tiên trong lịch sử, một bước tiến như vậy không phải do chủ nghĩa tư bản, mà là do chủ nghĩa xã hội tiến hành.
| Sản lượng                | 1928 | 1932 | 1937 | Tăng trưởng 1932 so với 1928 (%) Kế hoạch 5 năm lần 1 | Tăng trưởng 1937 so với 1928 (%) Kế hoạch 5 năm lần 2 |
| ------------------------ | ---- | ---- | ---- | ----------------------------------------------------- | ----------------------------------------------------- |
| Sắt, triệu tấn           | 3,3  | 6,2  | 14,5 | 188 %                                                 | 439 %                                                 |
| Thép, triệu tấn          | 4,3  | 5,9  | 17,7 | 137 %                                                 | 412 %                                                 |
| Kim loại đen, triệu tấn  | 3,4  | 4,4  | 13   | 129 %                                                 | 382 %                                                 |
| Than, triệu tấn          | 35,5 | 64,4 | 128  | 181 %                                                 | 361 %                                                 |
| Dầu, triệu tấn           | 11,6 | 21,4 | 28,5 | 184 %                                                 | 246 %                                                 |
| Điện, tỷ KW/h            | 5,0  | 13,5 | 36,2 | 270 %                                                 | 724 %                                                 |
| Giấy, ngàn tấn           | 284  | 471  | 832  | 166 %                                                 | 293 %                                                 |
| Xi măng, triệu tấn       | 1,8  | 3,5  | 5,5  | 194 %                                                 | 306 %                                                 |
| Đường, tấn               | 1283 | 1828 | 2421 | 165 %                                                 | 189 %                                                 |
| Máy công cụ, nghìn chiếc | 2,0  | 19,7 | 48,5 | 985 %                                                 | 2425 %                                                |
| Xe ô tô, nghìn chiếc     | 0,8  | 23,9 | 200  | 2988 %                                                | 25000 %                                               |
| Giày dép, cặp xách       | 58,0 | 86,9 | 183  | 150 %                                                 | 316 %                                                 |

### Tập thể hoá
Tháng 12 năm 1928, Uỷ ban Trung ương quyết định thực hiện tập thể hoá bắt buộc nông nghiệp. Sự kiện này đánh dấu chấm hết cho NEP, vốn từng cho phép nông dân bán thặng dư của họ ra thị trường tự do. Việc trưng thu lương thực xuất hiện và nông dân bị bắt buộc phải dừng làm việc trên cánh đồng nhỏ và đất đai riêng để chuyển sang làm việc trong các nông trại tập thể, và bán sản phẩm của họ cho nhà nước với một mức giá do nhà nước đặt ra.
Đã được kế hoạch 5 năm lần thứ nhất đưa ra các mục tiêu, nhà nước tìm cách tăng cường kiểm soát chính trị nông nghiệp, hy vọng cung cấp đủ lương thực cho số lượng vùng thành thị gia tăng nhanh chóng và để xuất khẩu lúa gạo, một nguồn ngoại tệ cần thiết để nhập khẩu công nghệ cần thiết cho hiện đại hóa công nghiệp.
Tới năm 1936, khoảng 90% nông nghiệp Xô viết đã được tập thể hoá. Trong nhiều trường hợp nông dân chống đối lại quá trình này và thường giết thịt những con vật nuôi của họ hơn là đưa chúng vào các nông trại tập thể. Kulak, những nông dân giàu có và sở hữu nhiều ruộng đất (địa chủ), bị cưỡng bức dời đến Siberia (một tỷ lệ lớn kulak phải làm việc trong các trại lao động). Chính sách loại bỏ kulak như một tầng lớp xã hội, được Stalin đưa ra vào cuối 1929, nghĩa là sự bắt giữ và trục xuất tới các trại lao động.
Mặc dù được mong đợi sẽ làm gia tăng sản lượng, tập thể hoá dẫn tới một sự sụt giảm lớn trong sản xuất nông nghiệp, chỉ đạt lại được mức của NEP tới tận 1940. Sự biến động cùng với sự tập thể hoá rất nghiêm trọng ở những vùng lân cận Volga của Ukraina, một sự thực dẫn tới việc nhiều học giả Ukraina tranh cãi rằng đã có một chính sách có cân nhắc về việc bỏ đói người dân Ukraina. Số người chết vì nạn đói được ước tính khoảng 2-3 triệu người, trong đó khoảng một nửa là ở Ukraina. Con số hiện nay về thương vong trong nạn đói được tranh cãi cho mãi đến tận bây giờ. Năm 1975, Abramov và Kocharli ước tính rằng 265.800 gia đình kulak đã bị đưa đến Trại cải tạo lao động năm 1930. Năm 1979, Roy Medvedev đã sử dụng ước tính của Abramov và Kocharli để tính rằng 2,5 triệu nông dân đã bị trục xuất từ 1930 đến 1931 nhưng ông vẫn cho rằng mình còn ước lượng dưới mức con số thực.
Sau khi tập thể hóa, đến cuối năm 1937, có 93% nông hộ và 99% đất canh tác đã được tập thể hóa. Cả nước đã có 242.500 nông trang tập thể, 4.000 nông trường quốc doanh, 9.818 trạm máy móc nông nghiệp. Sau khi hợp tác xã ra đời, các thửa đất nhỏ của hộ gia đình đã được dồn thành những cánh đồng lớn thuận lợi cho việc sử dụng máy móc cơ khí nông nghiệp. Nền nông nghiệp Liên Xô đã trở thành nền nông nghiệp sản xuất quy mô lớn, giá trị sản lượng nông nghiệp đến cuối kế hoạch 5 năm lần 2 đã tăng 25% Trên 90% đất đai trồng trọt đã được cày cấy bằng máy móc, thu nhập bằng tiền của nông trang viên tăng 3 lần.
Nông thôn Liên Xô đã có những biến đổi to lớn. Từ 1938 đến 1940, Liên Xô đã xây dựng mới hơn 1.200 trạm cơ giới kỹ thuật, nền nông nghiệp nhận được 92.000 máy kéo mới. Tới đầu năm 1941 đã điện khí hoá hơn 10 nghìn nông trang và 2.500 trạm cơ giới kỹ thuật. Việc canh tác thủ công trên các mảnh ruộng nhỏ, dùng gia súc kéo cày đã được thay thế bởi các nông trường cỡ lớn được cơ giới hóa. Nông nghiệp Liên Xô đã cơ bản được cơ giới hóa, năm 1938 đã có 483.500 máy kéo và 153.500 máy gặt đập liên hợp, thay thế cho ngựa kéo trước đây
Theo các học giả, mặc dù thực hiện tập thể hóa nông nghiệp theo lối cưỡng chế, chính sách này đã "hiện đại hóa đáng kể nền sản xuất nông nghiệp truyền thống ở Liên Xô, và đặt cơ sở cho mức sản xuất lương thực tương đối cao vào những năm 1970 và 1980"

### Những thay đổi trong xã hội Xô viết

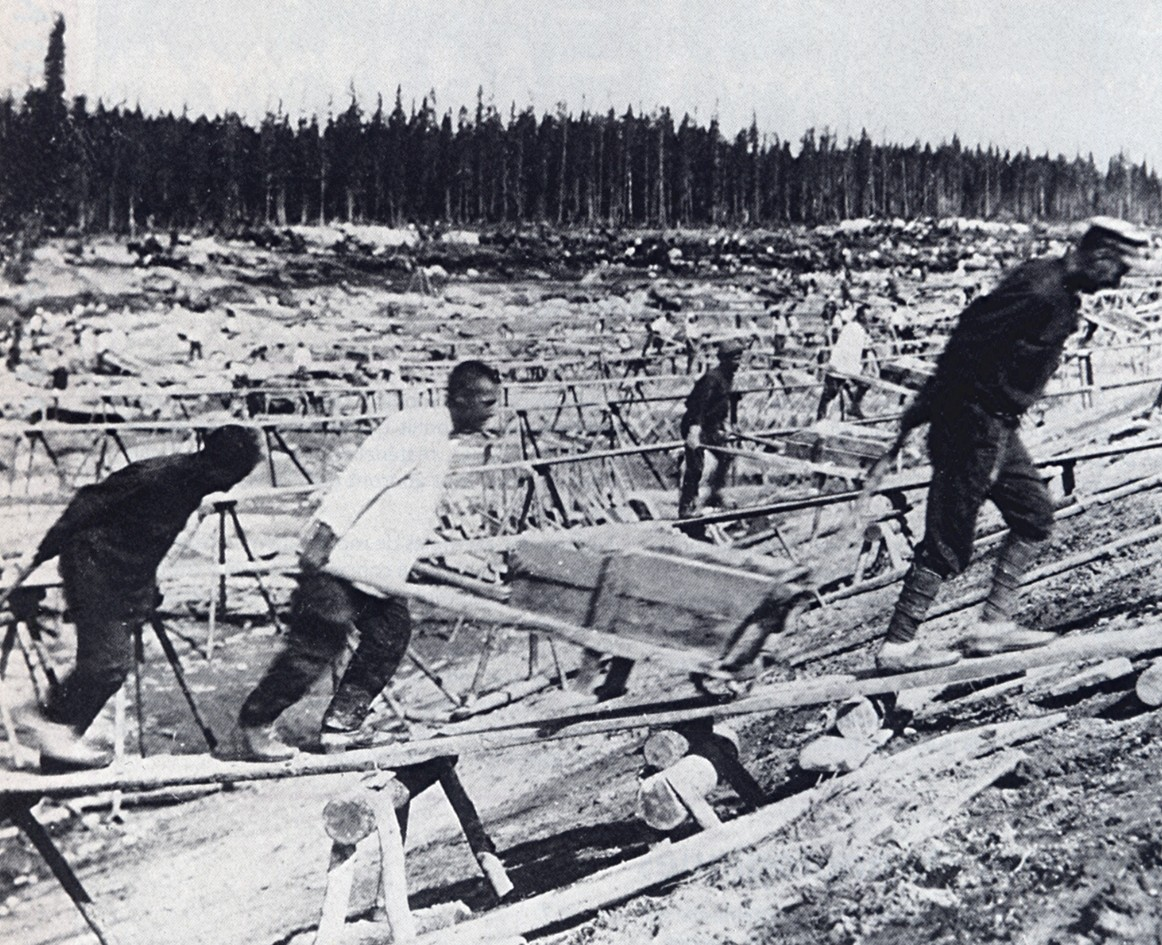
Lao động Liên Xô đang tiến hành đào kênh

Được xác nhận bởi Hiến pháp Liên Xô năm 1924, biểu tượng của Liên bang Xô viết là một cái búa và một cái liềm tượng trưng sự liên minh của tầng lớp lao động và tầng lớp nông dân. Những bông lúa mì quận vào nhau trong một dải đỏ với dòng chữ bằng các ngôn ngữ của tất cả 15 nước liên bang cộng hoà: "Vô sản toàn thế giới, đoàn kết lại!" Bông lúa tượng trưng cho nông nghiệp Xô viết. Một ngôi sao năm cánh, biểu tượng sự thống nhất của Liên bang Xô viết với các cuộc cách mạng xã hội chủ nghĩa trên năm châu, được vẽ ở phần trên của biểu tượng. Các chính sách công nghiệp của Stalin đã cải thiện rất nhiều điều kiện sống của đa phần dân số, mặc dù sự tranh cãi về mức độ nghiêm khắc trong các chính sách của Stalin đã làm giảm bớt vinh quang trong thành tích của Xô viết.
Ví dụ, công ăn việc làm đã tăng mạnh; số công nhân được cho là 3,9 triệu người/năm vào năm 1923, con số đã tăng lên tới 6,4 triệu chỉ sau vài năm. Từ 1926 đến 1930, dân số thành thị tăng 30 triệu người. Thất nghiệp từng là một vấn đề dưới thời Sa hoàng và thậm chí cả ở thời kỳ NEP, nhưng nó không còn là vấn đề nữa sau khi thực hiện chương trình công nghiệp hoá của Stalin. Việc tập trung các nguồn tài nguyên cho công nghiệp hoá các xã hội nông nghiệp đã tạo ra nhu cầu lao động, có nghĩa là thất nghiệp gần như bằng không. Nhiều dự án tham vọng được khởi động, và chúng cung cấp vật liệu thô không chỉ cho vũ khí quân sự mà cả cho hàng hoá tiêu dùng.
Giáo dục cũng là một ví dụ về tăng chất lượng cuộc sống với sự phát triển kinh tế. Thế hệ sinh ra dưới thời kỳ này là thế hệ có trình độ đại học cao đầu tiên ở Nga. Các kỹ sư được cử ra nước ngoài học công nghệ công nghiệp, và hàng trăm kỹ sư nước ngoài được thuê đến Nga. Năm 1930, Chính phủ Xô viết thực hiện chế độ giáo dục bắt buộc miễn phí toàn dân. Trước Cách mạng, khoảng 75% dân số Nga mù chữ. Từ 1930 - 1932, có trên 30 triệu người đã được thanh toán mù chữ. Trong thời gian kế hoạch 5 năm lần thứ nhất, số trường cao đẳng công nghiệp tăng 10 lần, số trường cung cấp kỹ thuật tăng 4 lần, ngành giáo dục đại học cung cấp 10 vạn kỹ sư, hàng chục viện nghiên cứu khoa học được ra đời. Bởi vì các công nhân công nghiệp cần được đào tạo, số lượng trường học tăng lên. Năm 1927, 7.9 triệu sinh viên đến 118.558 trường học. Con số này lên tới 9.7 triệu sinh viên và 166.275 trường vào năm 1933. Hơn nữa, 900 cơ sở chuyên nghiên cứu và 566 viện cũng được xây dựng và hoạt động vào năm 1933.
Năm 1935, Liên Xô đã thực hiện xong nền giáo dục cấp I bắt buộc cho tất cả mọi người và phổ cập giáo dục phổ thông cấp II ở thành phố. Số học sinh từ 8 triệu năm 1913 tăng lên 28 triệu trẻ em vào năm 1937. Số sinh viên tăng từ 112.000 lên 542.000. Đến đầu năm 1937. Đội ngũ tri thức Xô Viết đã có tới 10 triệu người. Các tác phẩm văn học, âm nhạc, điện ảnh, nghệ thuật, hội họa cũng có nhiều phát triển. Trong một thời gian ngắn, số người được xóa mù chữ đã tăng nhanh. Vào năm 1940, Liên Xô đã có thể tự hào thông báo rằng nạn mù chữ đã được loại bỏ, điều mà nhiều cường quốc tư bản phương Tây đương thời như Mỹ, Pháp... cũng chưa hoàn thành được.
Nhiều chính sách hiệu quả của Stalin vẫn được áp dụng ở Nga cho tới nay. Chương trình nâng cao thể lực nhân dân được Stalin đưa ra vào những năm 1930, với tinh thần rèn luyện sức khỏe để "sẵn sàng lao động và bảo vệ tổ quốc". Các công dân được yêu cầu phải tham gia nhiều môn thể thao phối hợp như chạy bộ, nhảy xa, trượt tuyết, bơi lội. Các cuộc thi thể thao được tổ chức thường xuyên, người chiến thắng được trao huân chương và vinh danh. Năm 2014, Tổng thống Nga Vladimir Putin đã cho khôi phục chương trình, với mục tiêu duy trì vị thế hàng đầu thế giới của thể thao Nga cũng như để "tỏ lòng tôn kính truyền thống lịch sử của đất nước chúng ta".

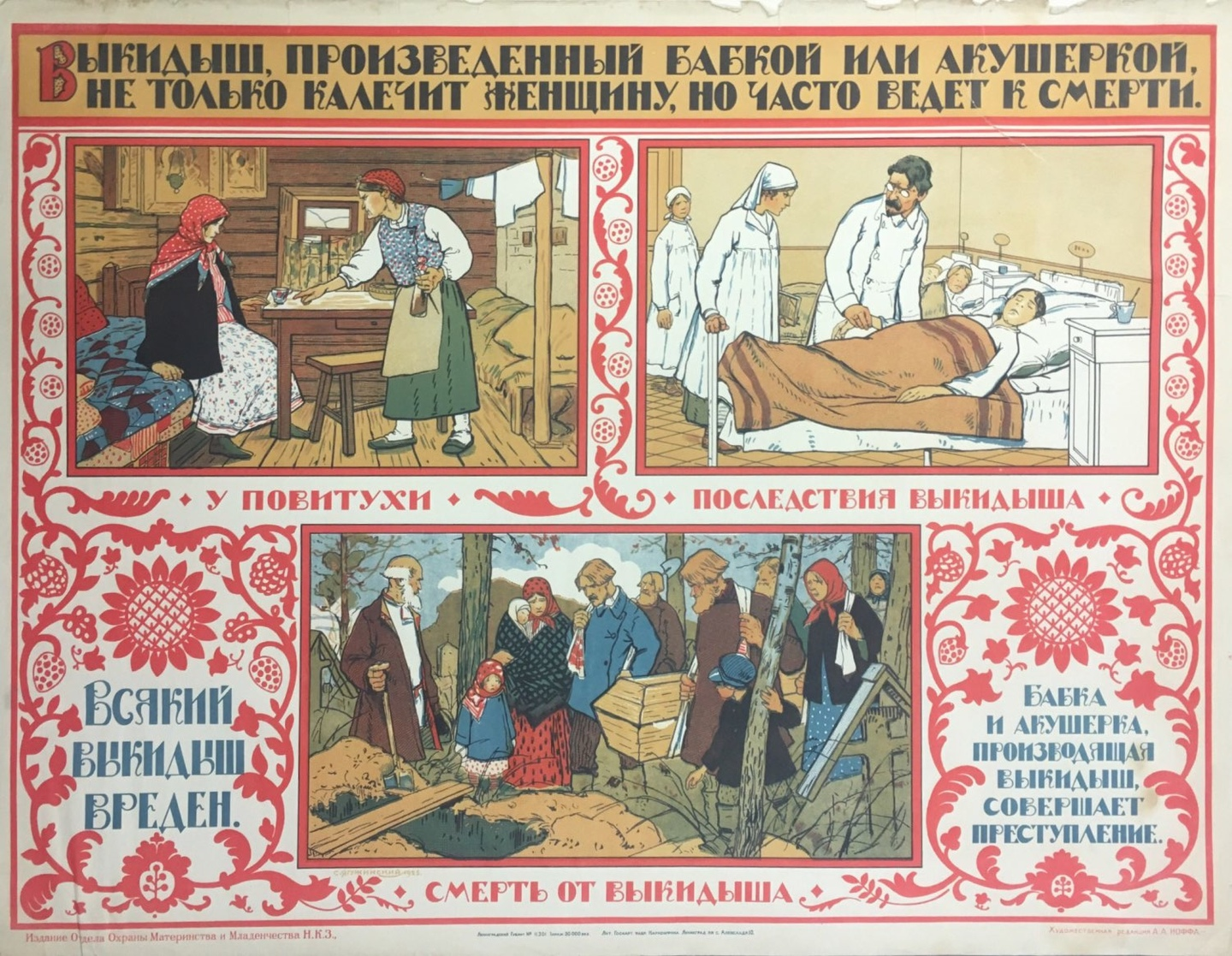
Tem thư của Liên Xô mô tả về hệ thống y tế tại nước này, khuyến khích phụ nữ tới trạm y tế để sinh đẻ thay vì nhờ vào các bà đỡ không được đào tạo.

Nhân dân Xô viết cũng được hưởng lợi từ việc tự do hoá xã hội ở một mức độ. Phụ nữ được bình đẳng, được hưởng nền giáo dục tương đương với nam giới, và phụ nữ cũng có quyền tương đương trong lao động, thúc đẩy cải thiện đời sống cho phụ nữ và các gia đình. Phụ nữ Liên Xô cuối thập niên 1920 cũng là thế hệ phụ nữ đầu tiên được sinh sản trong những bệnh viện an toàn, với khả năng tiếp cận chăm sóc trước sinh. Những phát triển của Stalin cũng góp phần vào việc tăng cường chăm sóc sức khoẻ, ảnh hưởng lớn tới sự tăng tuổi thọ cho công dân Liên xô và chất lượng cuộc sống.
Về y tế, nguyên tắc xã hội chủ nghĩa về chăm sóc sức khỏe đã được hình thành ngay trong năm 1918. Chăm sóc sức khỏe được kiểm soát bởi nhà nước và sẽ được cung cấp miễn phí cho mọi công dân, điều này đồng thời là một khái niệm mang tính cách mạng. Các chính sách của Stalin cấp cho toàn bộ dân Xô viết tiếp cận chăm sóc sức khoẻ và giáo dục, hình thành một cách hữu hiệu thế hệ đầu tiên tại Nga không bị đe dọa bởi sốt rét, dịch tả... và tuổi thọ trung bình của công dân Liên Xô đã tăng lên hàng chục năm. Trước Cách mạng tháng Mười, số lượng bác sĩ ở Đế quốc Nga là 20.000; con số này tăng lên 105.000 vào năm 1937. Số giường bệnh cũng tăng từ 175.000 lên đến 618.000 Chăm sóc y tế rộng rãi và miễn phí được nhìn nhận là sự ưu việt của hệ thống xã hội chủ nghĩa so với hệ thống tư bản chủ nghĩa. Những tiến bộ tiếp tục được thực hiện và vào năm 1960, tuổi thọ trung bình ở Liên Xô đã vượt qua cả Hoa Kỳ.
Các đường vận tải được cải thiện với việc nhiều tuyến đường sắt được xây dựng. Công nhân làm vượt khoán, Stakhanovites, nhận được khuyến khích cho công việc của họ. Vì thế họ có thể đủ khả năng mua hàng hoá được sản xuất hàng loạt bởi nền kinh tế đang phát triển nhanh của Xô viết.
Liên Xô còn thi hành chính sách cấm phân biệt chủng tộc, bảo đảm sự bình đẳng giữa các dân tộc trên lãnh thổ Liên bang Xô Viết và thực hiện nam nữ bình quyền. Chính phủ Liên Xô chi ra những khoản đầu tư lớn để phát triển kinh tế xã hội tại các vùng kém phát triển như Trung Á, Siberia... nhằm thúc đẩy sự tiến bộ của các dân tộc chậm tiến tại các vùng này. Liên Xô cho phép phụ nữ có quyền bầu cử trước cả các nước phương Tây đồng thời khuyến khích, tạo điều kiện để phụ nữ được giáo dục ở bậc cao và tham gia vào các hoạt động chính trị - xã hội.

### Thanh lọc chính trị
Trong thập niên 1930, Stalin đã tiền hành hàng loạt cuộc thanh lọc chính trị nhằm vào những người chống đối trong Nhà nước và quân đội, các đối tượng gián điệp, cán bộ tham nhũng... Trong thời kỳ từ 1936 đến 1937, hàng nghìn người (thậm chí chỉ đơn giản bị nghi ngờ chống đối chế độ Stalin) bị bắt giam hoặc bị xử bắn. Hàng triệu người đã bị chuyển tới các trại lao động cải tạo Gulag.

## Quan hệ nước ngoài trước năm 1941
Quan hệ Pháp-Nga ban đầu là thù địch bởi Liên xô chính thức phản đối thoả thuận hoà bình sau Thế chiến I năm 1919, theo đó Pháp giành nhiều ưu đãi. Tuy Liên Xô quan tâm tới các lãnh thổ ở Đông Âu thuộc Đế chế Nga cũ, Pháp quyết định bảo vệ các nước ở đó. Điều này đã dẫn tới một mối quan hệ nồng ấm Xô-Đức trong thập niên 1920. Tuy nhiên, chính sách đối ngoại của Adolf Hitler chú trọng tới việc chiếm đóng Đông Âu trên diện rộng và cả các vùng đất đai của Liên xô cho Đức, và khi Hitler tổ chức Hội nghị Giải giới Thế giới tại Geneva năm 1933, mối đe doạ tăng lên. Bộ trưởng Ngoại giao Liên xô Maxim Litvinov đảo ngược chính sách về Sự giải quyết Hoà bình Paris, dẫn tới việc lập lại quan hệ Pháp-Xô.
Tháng 5 năm 1935, Liên Xô ký những hiệp ước hỗ trợ song phương với Pháp và Tiệp Khắc; Quốc tế Cộng sản cũng được chỉ thị hình thành một mặt trận thống nhất với các đảng cánh tả chống lại các lực lượng Phát xít. Tuy nhiên, hiệp ước bị đe doạ bởi sự thù địch mạnh về lý tưởng giữa Liên xô và mặt trận mới của Quốc tế Cộng sản tại Pháp, sự từ chối của Ba Lan cho phép Hồng quân hiện diện trên lãnh thổ của mình, chiến lược phòng thủ chiến lược của Pháp, và một sự chung lợi ích lại tạo điều kiện cho các quan hệ với Đức.
Liên Xô cũng cung cấp hỗ trợ quân sự cho những người Cộng hoà tại Tây Ban Nha, nhưng cố giữ bí mật. Sự hỗ trợ của chính phủ cũng khiến những người Cộng hoà có một vết nhơ trong mắt những người chống Bolshevik ở Anh và Pháp, làm suy yếu lời kêu gọi Anh và Pháp can thiệp vào cuộc chiến.
Trước tất cả những vấn đề này chính phủ Phát xít công bố một Hiệp ước Chống Quốc tế Cộng sản với Nhật Bản và sau này là với Italia và nhiều quốc gia Đông Âu (như Hungary), vẻ ngoài là để đàn áp hoạt động của Quốc tế Cộng sản nhưng thực tế là thành lập một liên minh chống Liên Xô.
Khi Phát xít Đức tiến vào Tiệp Khắc, thoả thuận của Liên xô với Tiệp Khắc không thể hoạt động bởi Ba Lan và Romania từ chối cho phép một sự can thiệp của Liên xô. Ngày 17 tháng 4 năm 1939, Stalin vừa đề xuất một liên minh quân sự mới với Anh Quốc và Pháp để chống lại Đức Quốc xã, vừa gửi các đại sứ tới Berlin để đàm phán với chính phủ Phát xít. Có lẽ ông không chắc chắn phe nào là an toàn để gia nhập và muốn thử thách cả hai bên. Phái bộ quân sự Anh-Pháp được gửi tới vào tháng 8, tuy nhiên, họ không có động thái thực chất để gây được ấn tượng với các quan chức Liên xô; họ tới trên những con tàu thủy chậm chạp và gồm toàn các sĩ quan cấp thấp, với những chi tiết mơ hồ về quân đội của mình. Không thể trông đợi vào liên minh với Anh và Pháp, Stalin quay sang hòa hoãn với Đức.

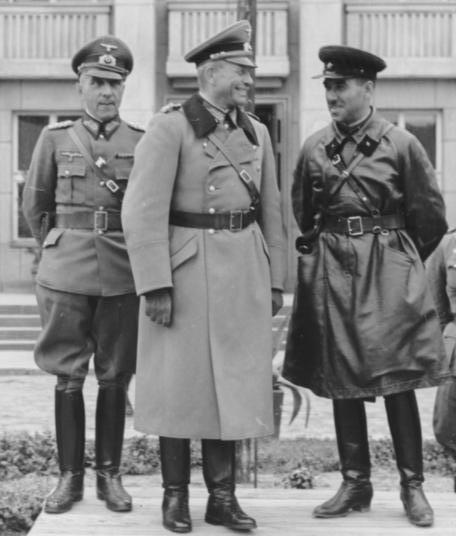
Cuộc diễu binh chung của Wehrmacht và Hồng quân tại Brest cuối cuộc tấn công Ba Lan. Ở trung tâm là Thiếu tướng Heinz Guderian và Lữ đoàn trưởng Semyon Krivoshein

Stalin thu xếp Hiệp ước Molotov-Ribbentrop Pact, một hiệp ước không xâm phạm lẫn nhau với Phát xít Đức ngày 23 tháng 8, cùng với Thoả thuận Thương mại Xô-Đức để mở rộng quan hệ kinh tế. Một phụ lục mật của hiệp ước ghi nhận phía Đông Ba Lan, Latvia, Estonia, Bessarabia và Phần Lan thuộc vùng ảnh hưởng của Liên Xô, và Tây Ba Lan và Litva cho Đức. Điều này phản ánh mong muốn của Liên xô thi hành ảnh hưởng với Đông Âu và tăng cường khả năng phòng thủ của mình trước một nguy cơ xâm lược của Phát xít. Phát xít Đức xâm lược Ba Lan ngày 1 tháng 9; Liên Xô cũng đem quân tiến vào từ phía Đông Ba Lan ngày 17 tháng 9 để giành lại các lãnh thổ mà Ba Lan đã chiếm của họ vào năm 1921. Quân Liên Xô chỉ gặp kháng cự nhỏ, và họ nhanh chóng bắt giữ hàng nghìn tù binh. Họ đưa hàng trăm nghìn người Ba Lan (các con số ước tính rất khác biệt) tới Siberia và các vùng hẻo lánh khác của Liên xô trong bốn đợt di dân lớn từ năm 1939 tới năm 1941. (xem Liên Xô tấn công Ba Lan)
Với việc xử lý xong vấn đề Ba Lan, Liên bang Xô Viết đặt ra các yêu cầu đòi Phần Lan trao trả lãnh thổ đã chiếm của họ vào năm 1921, đó là một vùng nhỏ của Karelian Isthmus, một căn cứ quân sự tại bán đảo Hanko (Hangö) và một số hòn đảo ở Vịnh Phần Lan. Phần Lan bác bỏ các yêu cầu và vào ngày 30 tháng 11, Liên xô tấn công Phần Lan, gây ra cuộc Chiến tranh mùa Đông. Dù có quân số áp đảo với tỷ lệ 2,5:1, cuộc chiến cho thấy những khó khăn lớn với Hồng quân, với trang bị kém cho thời tiết mùa đông và trình độ chỉ huy tồi của các sĩ quan sau cuộc thanh trừng. Người Phần Lan chống cự mãnh liệt, và nhận được sự hỗ trợ cũng như thiện cảm lớn từ phía nước Anh. Nhưng vào mùa xuân năm 1940, tuyết tan và một đợt tấn công mới của Liên xô đã buộc họ phải đầu hàng và nhượng lại Karelia Isthmus cùng một số vùng lãnh thổ khác.
Năm 1940, Liên Xô sáp nhập 3 nước vùng baltic là Litva, Latvia, và Estonia. Ngày 14 tháng 6 năm 1941, Liên Xô thực hiện những cuộc trục xuất hàng loạt đầu tiên từ Litva, Latvia, và Estonia. (xem Sáp nhập 3 nước Baltic)
Ngày 26 tháng 6 năm 1940 chính phủ Liên Xô ra một tối hậu thư cho bộ trưởng Romania tại Moscow, yêu cầu Romania hoàn trả lại ngay lập tức vùng Bessarabia và Bắc Bukovina mà Romania đã xâm chiếm từ Nga năm 1921. Italia và Đức, vốn cần một nước Romania ổn định và quyền tiếp cận tới các giếng dầu của nước này đã hối thúc Vua Carol II làm như vậy. Dưới sự cưỡng ép, và không có sự giúp đỡ từ Pháp và Anh, Carol đồng thuận. Ngày 28 tháng 6, quân đội Liên Xô vượt Dniester và chiếm Bessarabia, Bắc Bukovina, và vùng Herta. (xem Liên xô chiếm đóng Bessarabia).

## Cuộc chiến tranh vệ quốc vĩ đại
22 tháng 6 năm 1941, Hitler bất ngờ xé bỏ hiệp ước không xâm phạm lẫn nhau và tấn công Liên xô (xem Chiến dịch Barbarossa). Cuộc tấn công của Phát xít đúng lúc Hồng quân không chuẩn bị. Một điều được nhiều người tin tưởng rằng đó là bởi vì một số lượng lớn sĩ quan quân đội (ước tính 40.000 người) đã bị bỏ tù trong cuộc thanh lọc chính trị từ 1936-1939.
Sử dụng các quan hệ của mình với đảng Phát xít Đức, điệp viên của NKVD, Richard Sorge đã khám phá được chính xác thời gian kế hoạch tấn công Liên xô của Đức. Thông tin này được báo với Stalin, nhưng bị bỏ qua vì ông ta cho rằng đó là tin giả để kích động Liên Xô tuyên chiến trước, mặc dù lời cảnh báo không chỉ đến từ Sorge, mà cả từ Winston Churchill và các nguồn khác.
Người ta cho rằng ban đầu Stalin từ chối tin rằng Phát xít Đức đã xé bỏ hiệp ước và tự nhốt mình trong phòng. Tuy nhiên những chứng cứ mới cho thấy Stalin đã ngay lập tức gặp nhiều thành viên cao cấp chính phủ Xô viết và nhiều tướng lĩnh, gồm cả Vyacheslav Molotov (Uỷ viên uỷ ban nhân dân về đối ngoại), Semyon Timoshenko (Uỷ viên uỷ ban nhân dân về quốc phòng), Georgy Zhukov (Chỉ huy Hồng quân), Nikolai Kuznetsov (Chỉ huy cả vùng Bắc Caucasus và quân đội Baltic), và Boris Shaposhnikov (Phó Uỷ viên nhân dân về quốc phòng). Tất cả trong những ngày đầu tiên của cuộc tấn công, Stalin đã gặp hơn 15 thành viên chính phủ Xô viết và bộ máy quân sự.

Người lính Hồng quân Meliton Kantaria cắm lá cờ đỏ búa liềm Xô Viết trên tòa nhà Quốc hội Đức, đánh dấu chiến thắng của Liên Xô trong thế chiến thứ hai

Các đội quân Phát xít Đức tiến tới vùng ngoại ô Moskva vào tháng 12 năm 1941, nhưng bị phản công tại sườn phía Nam và phải rút lui. Tại Trận Stalingrad năm 1942-43, sau khi Liên xô mất khoảng 1,1 triệu quân trong trận chiến đẫm máu nhất trong lịch sử thế giới, Hồng quân đã có thể lấy lại thế chủ động chiến tranh. Vì Nhật Bản không muốn mở một mặt trận thứ hai tại vùng Mãn Châu, những người Xô viết đã có thể điều động hàng chục sư đoàn quay trở lại từ phía Đông nước Nga. Các đơn vị đó là công cụ để làm thay đổi cục diện cuộc chiến, bởi vì đa số các đơn vị này còn sung sức do chưa tham chiến. Các lực lượng Xô viết nhanh chóng chiếm lại các vùng đất bị mất trước kia và đẩy kẻ thù đang bị giãn căng quá mức của họ quay trở lại nước Đức Phát xít. Tới năm 1944, người Đức đã bị đẩy ra khỏi lãnh thổ Liên Xô quay trở về phía bên kia bờ sông Vistula, ngay phía đông Phổ. Với Nguyên soái Georgy Zhukov tấn công từ Phổ, và Nguyên soái Konev chia cắt nước Đức làm hai phần từ phía nam số phận nước Đức Phát xít đã được định đoạt. Ngày 2 tháng 5 năm 1945 những người lính Đức cuối cùng đầu hàng quân đội Liên xô ở Berlin. Đánh dấu thắng lợi của Liên bang Xô viết là hình ảnh một binh sĩ giương lá cờ Liên Xô bên trên toà nhà quốc hội Đức (Reichstag) trong thủ đô Phát xít, Berlin.
Chiến tranh thế giới thứ hai đã làm hơn 20 tới 26 triệu người Xô viết thiệt mạng, 1.710 thành phố, thị trấn và hơn 70.000 làng mạc bị phá huỷ, 32.000 cơ sở công nghiệp, 98.000 nông trang tập thể, nhiều công trình văn hóa của Liên bang Xô viết bị phá huỷ, hơn 25 triệu người mất nhà cửa. Tổng cộng, Liên Xô mất gần 30% tài sản quốc gia và gần 1/8 dân số. Các trận đánh như Trận Moscow, Trận Stalingrad, Trận Kursk, Chiến dịch Bagration là những chiến dịch có quy mô, sức tàn phá và số thương vong ghê gớm nhất trong Chiến tranh thế giới thứ hai. Dù vậy, mỗi người dân Liên Xô đã có những nỗ lực lao động phi thường để bù đắp tổn thất và góp phần làm nên chiến thắng chung cuộc. Chỉ trong 1 năm rưỡi (từ tháng 6/1941 đến hết 1942), Liên Xô đã sơ tán hơn 2.000 xí nghiệp và 25 triệu dân và sâu trong hậu phương. Các nhà máy tăng nhanh tốc độ sản xuất, năm 1942, sản lượng vũ khí của Liên Xô đã tăng gấp 5 lần so với 1940 và đã bắt kịp Đức, tới năm 1944 thì đã cao gấp đôi Đức.
Giai đoạn 1941-1945, trung bình mỗi năm Liên Xô sản xuất được 27.000 máy bay chiến đấu, 23.774 xe tăng và pháo tự hành, 24.442 khẩu pháo (từ 76mm trở lên); con số này ở phía Đức là 19.700 máy bay chiến đấu, 13.400 xe tăng và pháo tự hành, 11.200 khẩu pháo. Nhờ sản lượng vũ khí khổng lồ, sau chiến tranh, Liên Xô đã có trong tay một lực lượng lục quân mạnh nhất thế giới với 13 triệu người, trang bị 40.000 xe tăng và pháo tự hành và hơn 100.000 khẩu pháo các loại.

### Những phát triển thời chiến
Từ cuối năm 1944 đến 1949, nhiều vùng phía đông nước Đức nằm dưới sự chiếm đóng của Liên Xô và ngày 2 tháng 5 năm 1945, thành phố thủ đô Berlin bị chiếm, trong khi hơn 15 triệu người Đức bị dời từ phía Đông tới vùng Trung Đức (sau này gọi là Cộng hoà Dân chủ Đức GDR) và Tây Đức (sau này được gọi là Cộng hoà Liên bang Đức FRG). Người Nga, Ukraina, Ba Lan, Séc... sau đó bị chuyển đến vùng đất của Đức.
Liên xô đã phải chịu gánh nặng chủ yếu của Chiến tranh thế giới thứ hai bởi vì phương Tây không thể mở mặt trận thứ hai tại châu Âu cho tới tận khi tấn công Italia và D-Day vào năm 1944. Gần 27 triệu người Liên xô, trong đó 18 triệu thường dân đã bị giết hại trong cuộc tấn công Liên Xô của nước Đức Phát xít. Dân thường bị bao vây và bị đốt hoặc bắn chết trong nhiều thành phố bị Đức chiếm đóng. Nhiều người Đức cho rằng người Slav bị coi là giống dân "bán khai", về mặt đạo lý việc này nhằm mục đích giết hại hàng loạt. Tuy nhiên, sự rút lui của quân đội Xô viết cũng đã được lệnh thực hiện chính sách 'tiêu thổ kháng chiến' nhờ thế đội quân rút lui của Xô viết được lệnh phá huỷ hạ tầng dân sự và các nguồn cung cấp lương thực để các đội quân Phát xít Đức không thể sử dụng.
Chiến tranh thế giới thứ hai dẫn tới kết cục là sự phá huỷ kinh khủng hạ tầng và dân số trên khắp Âu Á, từ Atlantic đến biển Thái Bình Dương, hầu như không một quốc gia châu Âu nào không bị tổn hại. Liên bang Xô viết bị tổn hại rất nặng nề bởi sự phá huỷ hàng loạt các cơ sở công nghiệp họ đã xây dựng trong những năm thập kỷ 1930. Cường quốc công nghiệp lớn duy nhất trên thế giới không bị sứt mẻ và thậm chí còn lớn mạnh hơn nhờ vào một triển vọng kinh tế là Hoa Kỳ.
Như đã đề cập, người Xô viết chịu thương vong nặng nề nhất trong Chiến tranh thế giới thứ hai. Những thiệt hại đó có thể giải thích cách xử sự cứng rắn của nước Nga sau cuộc chiến. Liên bang Xô viết tiếp tục hiện diện ở các nước Đông Âu như "vùng đệm" để bảo vệ nước Nga khỏi cuộc tấn công khác từ phương Tây. Nước Nga đã bị tấn công ba lần trong 150 năm trước cuộc Chiến tranh Lạnh, trong thời chiến tranh Napoleon, Chiến tranh thế giới thứ nhất, Chiến tranh thế giới thứ hai, chịu hàng chục triệu tổn thất nhân mạng. Người Xô viết quyết tâm trừng phạt những kẻ hợp tác với Đức trong chiến tranh. Hàng triệu người Ba Lan, Latvia, Gruzia, Ukraina và các sắc tộc thiểu số khác bị trục xuất tới các Trại lao động hoặc khu định cư mới của Liên Xô ở Siberi. Trước đó, sau việc sáp nhập đông Ba Lan năm 1939, hàng ngàn sĩ quan Ba Lan gồm cả quân dự bị, đã bị tử hình vào mùa xuân năm 1940.
Stalin cũng đưa tất cả các binh lính Nga từng bị Đức bắt giữ tới các trại cách ly tại Siberia. Việc này được tiến hành bởi vì nhiều tù binh chiến tranh Xô viết đã từng được tuyển lựa để chiến đấu bên cạnh người Đức trong quân đội Vlasov, và để giảm thiểu bất kỳ một tư tưởng chống cách mạng nào mà họ có thể đã có trong thời gian bị giam giữ.

### Chiến tranh và sự phát triển của chủ nghĩa Stalin
Sự công nghiệp hoá công nghiệp nặng góp phần vào chiến thắng của Liên bang Xô viết trong thời gian chiến tranh với Phát xít Đức trong Chiến tranh thế giới thứ hai (được biết đến trên toàn Liên Xô với cái tên Chiến tranh vệ quốc vĩ đại). Hồng Quân một mình đập tan sự mở rộng của Chủ nghĩa Phát xít về hướng đông (mặc dù có sự trợ giúp lớn vũ khí từ Hoa Kỳ và Anh), với việc khuynh hướng chiến tranh trên Mặt trận phía Đông sau trận chiến Stalingrad. Người Đức không bao giờ còn phục hồi được nữa sau nỗ lực đảo ngược tình thế tại trận chiến Kursk bị đánh tan; sau trận chiến này thế chủ động hoàn toàn thuộc về Hồng Quân.
Sản xuất phương tiện chiến tranh riêng của họ cũng lớn hơn Phát xít Đức nhờ vào sự phát triển nhanh chóng sản xuất công nghiệp của Xô Viết trong những năm giữa hai cuộc chiến. Kế hoạch 5 năm lần thứ hai tăng sản xuất thép lên 18 triệu tấn và than lên 128 triệu tấn. Trước khi bị gián đoạn, Kế hoạch 5 năm lần thứ ba đã sản xuất ra không ít hơn 19 triệu tấn thép và 150 triệu tấn than.
Sản lượng công nghiệp của Liên bang Xô Viết cho phép họ chặn đứng bước tiến ban đầu của Phát xít Đức, và tước bỏ lợi thế của Đức. Theo Robert L. Hutchings, "Mọi người khó có thể nghi ngờ rằng nếu sự xây dựng công nghiệp diễn ra chậm hơn, thì cuộc tấn công đã có thể thành công và lịch sử thế giới có lẽ đã tiến triển khác đi." Tuy nhiên, đối với những người lao động trong ngành công nghiệp vào thời chiến tranh, việc lao động rất nặng nhọc. Công nhân được khuyến khích hoàn thành và vượt mục tiêu thông qua các khẩu hiệu, như phong trào năng suất cao. Lao động từ các trại giam cũng được trưng dụng. Từ 1930 đến 1940, sáu triệu tù nhân ở các trại giam được đưa vào hệ thống lao động.
Không khi không có phương tiện nào để là một nền kinh tế "mệnh lệnh" hay một nền kinh tế hiệu quả, Kế hoạch năm năm rõ ràng đã đặt kế hoạch một thế tấn công, nhưng bởi vì Liên bang Xô Viết đã bị tấn công, tình hình đòi hỏi một sự trả lời phòng thủ. Kết quả, như Shearer đã chỉ ra, nền kinh tế mệnh lệnh phải được nới lỏng và vì vậy sự động viên nguồn lực cần thiết đã có thể hoàn thành. Sapir ủng hộ quan điểm này, cho rằng các chính sách của Stalin đã phát triển và động viên nền kinh tế, với sức ép giữa việc đưa ra quyết định giữa trung ương và địa phương. Các lực lượng thị trường trở nên quan trọng hơn những cưỡng ép của hành chính trung ương. Tuy nhiên, quan điểm này bị Stephen Lee bác bỏ, ông cho rằng "cuộc công nghiệp hoá công nghiệp nặng (của Liên bang Xô viết) là cách duy nhất để nước này tồn tại".
Theo Robert Lewis, các kế hoạch 5 năm do Stalin hoạch định đã hiện đại hóa đáng kể nền kinh tế của Liên Xô trước đây vốn lạc hậu. Sản phẩm mới được phát triển, quy mô và hiệu quả sản xuất tăng lên rất nhiều. Một số cải tiến dựa trên phát triển kỹ thuật nội địa, những cải tiến khác dựa trên công nghệ nhập khẩu từ nước ngoài Tuy cái giá phải trả là rất lớn, nỗ lực công nghiệp hóa này đã cho phép Liên Xô chiến đấu, và cuối cùng giành chiến thắng trong Chiến tranh thế giới thứ hai.
Giáo sư Kolesov tin rằng nếu không có các chính sách công nghiệp hóa của Stalin thì Liên Xô không thể duy trì nền độc lập chính trị và kinh tế của đất nước. Giá trị của công nghiệp hóa đã được xác định trước bởi tình trạng lạc hậu về kinh tế và một thời hạn quá ngắn để loại bỏ nó. Liên Xô đã loại bỏ tình trạng lạc hậu của đất nước chỉ trong thời gian rất ngắn là 13 năm (ngay trước khi Đức Quốc xã tấn công Liên Xô), thành quả rất lớn này đã cho phép Liên Xô chiến đấu, và cuối cùng giành chiến thắng trong Chiến tranh thế giới thứ hai.

## Chiến tranh Lạnh

#### Quyền bá chủ của Liên xô ở Đông Âu

Sự mở rộng của Liên xô, sự thay đổi các biên giới Trung và Đông Âu và sự thành lập Khối Đông Âu sau Thế chiến II

Với hậu quả của Chiến tranh thế giới thứ hai, Liên bang Xô viết trải rộng ảnh hưởng chính trị và quân sự của mình trên toàn Đông Âu, trong một động thái mà một số người coi là sự tiếp tục của chính sách xưa cũ của Đế chế Nga. Một số vùng đất nước Nga xô viết đã từng mất theo Hòa ước Brest-Litovsk (1918) đã được Liên bang Xô viết thu hồi lại sau Chiến tranh thế giới II: các nước vùng Baltic và những phần phía đông trong thời gian giữa hai cuộc chiến của Ba Lan. Liên bang Cộng hòa Xã hội chủ nghĩa Xô viết Nga Nga cũng sáp nhập Transcarpathia (như Zakarpattia Oblast) từ Slovakia, và Ukraina vùng đông dân cư Bắc Bukovina (như Chernivtsi Oblast) từ Romania. Cuối cùng, vào cuối thập kỷ 1940, tiền thân các Đảng cộng sản xô viết thắng cử tại năm quốc gia Trung và Đông Âu (Ba Lan, Tiệp Khắc, Hungary, România và Bulgaria) và vì vậy đã trở thành các Nhà nước kiểu Stalin. Các cuộc bầu cử này thường được các quốc gia phương Tây coi là gian lận và họ không công nhận chúng là hợp pháp. Trong thời gian Chiến tranh Lạnh diễn ra, các nước Đông Âu trở thành các nước vệ tinh của Liên Xô - họ là các nước độc lập, nhưng chính phủ của họ thường giữ chính sách của mình theo mong muốn của Liên bang Xô viết.

#### Chiều hướng của các mối quan hệ Xô-Mỹ
Mối quan hệ đồng minh trong thời chiến giữa Hoa Kỳ và Liên bang Xô viết chỉ là chút sai lầm của thói quen thông thường của các mối quan hệ Xô-Mỹ. Đối thủ chiến lược giữa một liên hiệp các quốc gia vĩ đại, trải dài đã từng có từ những năm 1890 khi sau một thế kỷ thân thiện, người Mỹ và người Nga trở thành các đối thủ trên vùng Mãn Châu đang phát triển. Các Sa Hoàng Nga không thể cạnh tranh về mặt công nghiệp tìm cách đóng kín và chiếm các phần thuộc địa ở Đông Á, trong khi người Mỹ đòi mở cửa cạnh tranh cho các thị trường.
Năm 1917 sự đối đầu chuyển sang về ý thức hệ. Người Mỹ không bao giờ quên rằng chính quyền Xô viết đã đàm phán riêng rẽ hoà bình với Đức trong Chiến tranh thế giới thứ nhất năm 1917, bỏ mặc Đồng minh phương Tây một mình chiến đấu với các quốc gia Trung Âu. Kết thúc bằng sự mất tin cậy của người Nga khi quân đội Mỹ đổ bộ vào nước Nga Xô viết năm 1918, dù trực tiếp hay gián tiếp ủng hộ lực lượng Bạch vệ (quân trắng) chống Bolshevik trong cuộc nội chiến.
Hơn nữa, Liên xô không bao giờ quên những đòi hỏi của họ về việc Hoa Kỳ và Anh mở một mặt trận thứ hai trên lục địa châu Âu; nhưng sự tấn công của Đồng minh chỉ diễn ra mãi tận cuối tháng 6 năm 1944, hai năm sau khi người Liên xô yêu cầu. Cùng lúc đó, người Nga phải chịu thương vong khủng khiếp, tới hai mươi triệu người chết và họ bắt buộc phải chống lại sức mạnh chính của quân Đức. Đồng Minh cho rằng một mặt trận thứ hai đã được mở vào năm 1943 ở Italia và không chuẩn bị trước cho một cuộc tấn công ngay tức thì vào nước Pháp bị Phát xít chiếm đóng.

#### Sự tan vỡ của hoà bình sau chiến tranh
Khi chiến tranh kết thúc tại châu Âu ngày 8 tháng 5 năm 1945, quân đội Liên xô và phương Tây (Hoa Kỳ, Anh, và Pháp) chủ yếu đối mặt với nhau dọc theo giới tuyến ở Trung Âu chạy dài từ Lubeck đến Triest. Bên cạnh một chút thêm thắt, việc này sẽ là "bức màn sắt" của Chiến tranh Lạnh. Phía sau, Yalta biểu hiện sự đồng thuận của hai phía về việc họ sẽ dừng ở đó và không bên nào sẽ dùng sức mạnh để đẩy lùi bên kia. Sự ngầm hiểu này cũng được áp dụng ở châu Á, như minh chứng bởi sự chiếm đóng của Mỹ tại Nhật Bản và sự phân chia Triều Tiên. Vì thế, về mặt chính trị, Yalta là một thoả thuận về tình trạng nguyên trạng sau chiến tranh, theo đó Liên bang Xô viết khống chế khoảng một phần ba còn Hoa Kỳ chiếm hai phần ba.
Người Xô viết đã có thể sử dụng mạng lưới tình báo được tổ chức tốt tại Hoa Kỳ để tìm kiếm lợi thế cao nhất trong các cuộc gặp gỡ với các đại biểu Anh và Hoa Kỳ. Nhiều cố vấn của FDR và các thành viên chính phủ thường thông báo các hoạt động của họ cho lãnh đạo NKVD.
Có những đối nghịch căn bản giữa cách nhìn của Hoa Kỳ và Liên bang Xô viết, giữa chủ nghĩa tư bản và chủ nghĩa xã hội. Và những đối nghịch đó đã đơn giản hoá và cải tiến thành ý thức quốc gia để đại diện thành hai phương cách sống, mỗi bên đã chứng minh mình vào năm 1945 bằng nhiều thảm họa. Phản ánh các mô hình chính sách tự cấp tự túc chống lại xuất khẩu, của kế hoạch nhà nước chống lại nhà sản xuất tự do, đã ganh đua bổn phận với thế giới đang phát triển và đã phát triển trong những năm sau chiến tranh.
Tuy nhiên, thậm chí là như vậy, Chiến tranh Lạnh không phải rõ ràng là không tránh được trong năm 1945. Mặc dù tình trạng thừa tiền của Hoa Kỳ để thúc đẩy tầm nhìn của một châu Âu sau chiến tranh, Stalin coi sự tái xuất hiện của Đức và Nhật là những mối đe doạ chính của Nga, chứ không phải Mỹ. Vào thời gian đó, viễn cảnh về một mặt trận Anh-Mỹ chống lại Liên bang Xô viết có vẻ không đáng chú ý nhiều theo quan điểm của Stalin. Các cố vấn kinh tế như Eugen Varga tăng cường quan điểm này, dự đoán một cuộc khủng hoảng sau chiến tranh về sự sản xuất dư thừa tại các nước tư bản đã lên đến cực điểm vào 1947-1948 trong một thời kỳ suy thoái khác. Đối với một điều, Stalin dự đoán rằng phe tư bản sẽ nhanh chóng hồi phục bất đồng nội bộ về thuộc địa và thương mại và sẽ không phải là một mối đe doạ cho nước Nga.
Phân tích của Varga một phần dựa trên khuynh hướng chi tiêu của Hoa Kỳ. Phần lớn vì cố gắng trong chiến tranh, trong khoảng thời gian hoà bình đầu tiên năm 1946, chi tiêu liên bang vẫn ở mức 62 tỷ đôla, hay 30% GDP, tăng từ mức 3% GDP năm 1929, trước Cuộc suy thoái nghiêm trọng, Kinh tế mới và Chiến tranh thế giới thứ hai. Vì vậy Stalin giả thiết rằng người Mỹ sẽ cần nhìn sang Nga để duy trì mức xuất khẩu và chi tiêu ngân sách như cũ.
Tuy nhiên, đã không có cuộc khủng hoảng sản xuất dư thừa thời hậu chiến. Và như Varga đã đoán trước, Mỹ vẫn giữ một mức so sánh chi tiêu chính phủ chặt chẽ ở thời hậu chiến. Chỉ là để giữ một thứ to lớn theo một cách khác. Cuối cùng chính phủ Mỹ hậu chiến không giống với chính phủ thời tiền chiến, với việc thành lập quân đội cùng an ninh quân đội chiếm một phần to lớn của chi tiêu quốc gia.

## Các sự kiện trong nước
Thời kỳ hơi tự do chính trị diễn ra ở Liên xô trong cuộc chiến tranh nhanh chóng kết thúc năm 1945. Nhà thờ Chính thống nói chung không bị quấy rầy và thậm chí còn được cho phép in một số loại văn học tôn giáo với số lượng nhỏ, nhưng sự trấn áp các tôn giáo nhỏ lại được tiếp tục. Stalin và Đảng Cộng sản được ca ngợi hết lời vì thắng lợi trước Phát xít Đức, những vị tướng như Zhukov bị điều đi chỉ huy tại các vùng xa xôi (trong trường hợp này là Ukraina). Với sự khởi đầu của Chiến tranh Lạnh, các khẩu hiệu tuyên truyền chống phương Tây lại được dựng lên, với hình ảnh thế giới tư bản là một nơi suy đồi, nơi các tội ác, nạn thất nghiệp và sự nghèo khổ lan tràn.
Những thứ như nghệ thuật và khoa học là đối tượng bị kiểm duyệt chặt chẽ. Nghệ thuật chỉ được chứa đựng các chủ đề chủ nghĩa hiện thực xã hội chủ nghĩa, và khoa học bị ảnh hưởng mạnh bởi nhà nghiên cứu sinh vật học Trofim Lysenko, người bác bỏ ý tưởng di truyền học Mendelia. Thậm chí thuyết tương đối bị bác bỏ như một "chủ nghĩa duy tâm tư sản". Đa số lĩnh vực kiểm duyệt thuộc sự điều khiển của Andrei Zhdanov, được gọi là "ông đẽo ý thức hệ" của Stalin, cho tới khi ông chết vì bệnh tim năm 1948. Sự sùng bái cá nhân với Stalin đạt tới đỉnh điểm trong giai đoạn hậu chiến, với những bức ảnh ông được treo ở mọi trường học, nhà máy và văn phòng chính phủ, dù ông hiếm khi xuất hiện trước công chúng. Việc tái thiết thời hậu chiến được tiến hành nhanh chóng bằng việc tập trung phát triển công nghiệp nặng và năng lượng, dù tiêu chuẩn sống vẫn còn thấp, đặc biệt ở bên ngoài những thành phố lớn.
Tháng 10 năm 1952, Đại hội đảng lần đầu tiên thời hậu chiến được triệu tập tại Moscow. Đảng Cộng sản chính thức đổi tên thành "Đảng Cộng sản Liên Xô". Stalin chỉ phát biểu ngắn, và trong hầu hết thời gian chỉ ngồi im lặng trong khi Nikita Khrushchev và Georgy Malenkov thực hiện các bài phát biểu chính. Mọi người cho rằng Malenkov là người được dự định kế vị Stalin.
Sự kiểm soát của cảnh sát tiếp tục sau thời hậu chiến. Dù không so sánh được với ở thời điểm năm 1937, có nhiều cuộc thanh lọc nhỏ, gồm một cuộc thanh lọc hàng loạt trong các cơ cấu đảng ở Gruzia năm 1951-1952. Tính đa nghi của Stalin trong những năm cuối đời càng tăng cao khi ông bị các tác động của chứng xơ vữa động mạch. Cuối cùng ông bị một cơn đột quỵ ngày 3 tháng 3 năm 1953 và chết hai ngày sau đó, một số người cho là ông đã có kế hoạch cách chức toàn bộ Bộ chính trị.

#### Hai cái nhìn về thế giới
Tuy nhiên nước Mỹ dưới quyền lãnh đạo của Tổng thống Harry S. Truman từ tháng 4 năm 1945, đã quyết tâm hình thành một thế giới hậu chiến để mở ra các thị trường của thế giới cho thương mại tư bản theo các nguyên tắc được đưa ra bởi Hiến chương Atlantic: tự quyết, tiếp cận kinh tế công bằng và tái thiết một châu Âu tư bản có thể một lần nữa trở thành trung tâm của các phi vụ thế giới. Franklin D. Roosevelt đã không bao giờ quên rằng ông đã chào mừng các nguyên tắc của chủ nghĩa lý tưởng Wilsonian trong Chiến tranh thế giới thứ nhất, và ông đã thấy trách nhiệm của mình trong thập kỷ 1940 là mang lại hoà bình lâu dài đến cho thế giới.
Chiến tranh thế giới thứ hai dẫn đến sự phá hoại khủng khiếp cơ sở hạ tầng và dân số trên khắp Âu Á, từ Đại Tây Dương đến Thái Bình Dương, với hầu như không một nước nào không bị ảnh hưởng. Quyền lực công nghiệp to lớn duy nhất không bị ảnh hưởng – mà thậm chí còn mạnh mẽ thêm về triển vọng kinh tế - là Hoa Kỳ, nước đã nhanh chóng củng cố vị trí của mình. Với tư cách là quyền lực công nghiệp lớn nhất thế giới, là một trong ít nước không bị chiến tranh tàn phá, Hoa Kỳ đứng nhìn để thu nhận được nhiều hơn bất kỳ một nửa nào từ việc mở cửa thị trường thế giới cho xuất khẩu của họ và tiếp cận được với nguồn nguyên liệu thô tối quan trọng.

#### Khởi đầu Chiến tranh lạnh
Truman có thể phát triển các nguyên tắc đó với một nhóm quyền lực sản xuất ra 50% hàng hoá công nghiệp của thế giới và một năng lực quân sự to lớn độc quyền về bom nguyên tử mới xuất hiện (xem thêm Dự án bom nguyên tử của Liên Xô). Một cường quốc như vậy có thể nặn ra và kiếm lời từ việc khôi phục châu Âu, lục địa một lần nữa lại cần tới một nước Đức mạnh mẽ làm trung tâm của họ; mục tiêu của họ chính là điều mà Liên Xô tìm cách tránh như sự đổ vỡ của liên minh trong chiến tranh diễn ra.
Việc Hoa Kỳ có đủ nguồn lực để thúc đẩy một kiểu thế giới sau chiến tranh khác xung đột với các quyền lợi của Liên xô. An ninh quốc gia đã thực sự là một phần quan trọng trong chính sách của Liên Xô từ thập kỷ 1920, khi đảng cộng sản thông qua "chủ nghĩa xã hội trong một quốc gia" của Stalin và loại bỏ ý tưởng của Trotsky về "[cách mạng thế giới]". Trước chiến tranh, Stalin không cố gắng mở rộng biên giới nước Nga ra tới mức họ từng có ở thời Nga Hoàng.
Trong chiều hướng này, các mục tiêu của Liên bang Xô viết có thể không phải là sự mở rộng kiểu gây hấn mà là củng cố, ví dụ như cố gắng giữ vững biên giới phía tây đất nước. Stalin cho rằng Nhật và Đức có thể một lần nữa đe doạ Liên Xô vào thập kỷ 1960, vì vậy dẫn tới việc ông nhanh chóng dựng lên một cách áp đặt các chính phủ trong vùng đệm cách ly Phát xít: Ba Lan, Romania và Bulgaria. Tuy nhiên, đa số trong phần còn lại của thế giới lại coi hành động này là một cố gắng mang tính khiêu khích nhằm mở rộng ảnh hưởng Xô viết và nói chung luôn quan sát sự nhận thức của Liên Xô với thái độ hoài nghi.
Những bất đồng về các kế hoạch hậu chiến ban đầu chỉ tập trung ở Đông và Trung Âu. Vì đã tổn thất 20 triệu người trong cuộc chiến, bị Đức và Phát xít Đức tấn công, và chịu hàng chục triệu thương vong vì những cuộc tấn công từ phía Tây tới ba lần trong vòng 150 năm, lần đầu của Napoleon, Liên Xô kiên quyết loại bỏ khả năng của Đức cho một cuộc chiến khác bằng cách giữ nước Đức dưới sự kiểm soát chặt chẽ. Toan tính của Mỹ lại khá khác biệt, họ không kiểm soát nhiều nước này bởi vì họ cần giữ nước Đức như là một đối tác thương mại và có lẽ cả quân sự.
Winston Churchill, từ lâu đã là một người phản đối cộng sản từ trong tiềm thức, buộc tội Stalin dựng một hàng rào bao quanh đế chế Nga với một "bức màn sắt". Sau đó, Truman cuối cùng đã từ chối trao phần bồi thường thiệt hại chiến tranh cho Liên Xô từ các cơ sở công nghiệp của Tây Đức, Stalin đã trả đũa bằng cách tách riêng Đông Đức thành một Nhà nước cộng sản.
Việc thiếu điểm tiếp cận hàng hải lịch sử của Nga, một mối lo ngại từ lâu của chính sách đối ngoại của Nga từ trước khi có cuộc cách mạng Bolshevik, cũng là một vấn đề của Nga, đó cũng là một vùng nơi quyền lợi bị chia rẽ giữa Đông và Tây. Stalin ép người Thổ cải thiện đường tiếp cận tới Biển Đen thông qua Dardanelles Strait của Thổ, điều này sẽ cho phép Liên Xô thông từ Biển Đen đến Địa Trung Hải. Churchill từ trước đó đã công nhận yêu cầu của Stalin, nhưng sau đó người Anh và Mỹ buộc Liên bang Xô viết phải lùi bước.
Nhưng khi lãnh đạo Liên Xô không nhận thấy rằng an ninh quốc gia đang bị đe doạ, các chính sách của họ được cân nhắc hơn: Liên Xô cuối cùng đã rút khỏi Bắc Iran, theo đòi hỏi của Anh-Mỹ; Stalin không tuân thủ thoả thuận năm 1944 với Churchill và không giúp những người cộng sản trong cuộc chiến chống chính phủ ở Hy Lạp; tại Phần Lan ông đã chấp nhận một chính phủ thân thiện dù họ không đi theo chủ nghĩa cộng sản; và quân đội Liên Xô đã rút khỏi Tiệp Khắc vào cuối năm 1945. Tuy nhiên, một cuộc đảo chính của những người cộng sản xảy ra ở Prague năm 1948 biến Tiệp Khắc thành một nước vệ tinh hiệu quả của Liên Xô ngay sau chiến tranh tới tận cuối Chiến tranh lạnh.

#### "Chính sách ngăn chặn" và kế hoạch Marshall
Trong khi Liên xô đồng ý với phác thảo Anh-Mỹ nhằm ngăn cản sự tiếp cận của Liên Xô tới Địa Trung Hải (một mục tiêu cốt yếu của chính sách đối ngoại Anh từ Chiến tranh Crimean những năm 1850), Hoa Kỳ làm nóng lên kiểu tu từ học của họ; điều đã trở thành những cố gắng Anh-Mỹ để giúp đỡ chính phủ Hy Lạp trở thành một cuộc chiến đấu mà họ tuyên bố nhằm bảo vệ những người dân "tự do" chống lại những chế độ "chuyên chế". Điều này có thể được thấy trong Bài phát biểu về học thuyết Truman tháng 3 năm 1947, tuyên bố rằng Hoa Kỳ sẽ chi tối đa 400 triệu $ cho nỗ lực "ngăn chặn" chủ nghĩa cộng sản.
Bằng việc giúp đỡ Hy Lạp một cách hiệu quả, Truman cũng đặt ra một tiền lệ cho việc giúp đỡ chống các chế độ cộng của Mỹ trên khắp thế giới, thậm chí cả các chính thể chuyên chế. Chính sách đối ngoại của Mỹ chuyển thành liên kết với lý lẽ của viên chức Bộ ngoại giao Mỹ George Kennan rằng người Sô viết phải được "ngăn chặn" bằng cách sử dụng "lực phản kháng không thể thay đổi được tại mọi điểm", tới tận khi sự đổ vỡ quyền lực Sô viết diễn ra.
Hoa Kỳ đã tung ra nhiều cố gắng hồi phục kinh tế, đầu tiên là ở Tây Âu, sau đó ở Nhật Bản (cũng như ở Nam Triều Tiên và Đài Loan). Kế hoạch Marshall bắt đầu bơm 12 tỷ $ vào Tây Âu. Lý do căn bản là các nước ổn định về mặt kinh tế sẽ ít dễ rơi vào tầm ảnh hưởng Sô viết, một quan điểm đã được chứng minh là đúng đắn trong thực tế sau đó.
Để trả lời lại việc Stalin phong toả Berlin, nằm sâu trong vùng của Xô viết mặc dầu là đối tượng dưới quyền kiểm soát của bốn cường quốc. Người Xô viết cắt toàn bộ đường sắt và đường bộ tới Tây Berlin. Tin rằng ông ta có thể làm chết đói và lạnh cóng Tây Berlin dẫn tới sự quy phục, không có xe tải hay tàu hoả được phép vào thành phố. Tuy nhiên, quyết định này đã mang lại kết quả trái ngược khi Truman lao vào một nỗ lực dễ nhận thấy sẽ làm bẽ mặt người Sô viết trên trường quốc tế - cung cấp cho thành phố bị bao vây bằng đường không. Sự đương đầu quân sự đã đe doạ xảy ra khi Truman, với sự giúp đỡ của người Anh, cho các chuyến bay tiếp tế bay qua Đông Đức vào Tây Berlin trong giai đoạn phong toả 1948-1949. Vụ tiếp tế tốn kém này cho Tây Berlin được gọi là Cầu hàng không Berlin.
Truman gia nhập cùng mười một quốc gia khác thành lập lên Tổ chức hiệp ước Bắc Đại tây dương (NATO) năm 1949, sự "dính líu" đầu tiên của Hoa Kỳ tới liên minh châu Âu trong 170 năm. Stalin đáp trả các hành động đó bằng cách hợp nhất các nền kinh tế Đông Âu trong kế hoạch Marshall của riêng mình. Liên Xô cho thử nghiệm thử quả bom nguyên tử đầu tiên của Xô viết vào năm 1949, ký hiệp ước liên minh với Cộng hòa Nhân dân Trung Hoa vào tháng 2 năm 1950, và tạo nên khối Hiệp ước Warsaw, đối thủ Đông Âu của NATO.
Các quan chức Mỹ nhanh chóng nâng cao và mở rộng "ngăn chặn". Trong một tài liệu mật năm 1950, NSC-68, họ dự định tăng cường sức mạnh các hệ thống liên minh của mình, tăng chi tiêu quốc phòng lên gấp bốn lần, và lao vào một chiến dịch tuyên truyền tỉ mỉ để thuyết phục người Mỹ gia nhập cuộc chiến tranh lạnh tốn kém này. Truman ra lệnh phát triển bom hydro; vào đầu năm 1950 Mỹ lao vào cố gắng đầu tiên nhằm hỗ trợ chủ nghĩa đế quốc tại Đông Dương thuộc Pháp đối lại cuộc kháng chiến do những người cộng sản lãnh đạo; và Hoa Kỳ đã lao vào kế hoạch tạo dựng quân đội Tây Đức, điều mà người Xô viết coi là sự vi phạm hiển nhiên tới các hiệp ước sau thế chiến thứ 2.
Giai đoạn ngay sau 1945 có thể là điểm nhấn của lịch sử cho tính quần chúng của tư tưởng cộng sản. Các đảng cộng sản thắng đa số các cuộc bầu cử trong các cuộc bầu cử tự do tại các nước như Bỉ, Pháp, Italy, Tiệp Khắc, và Phần Lan; và thắng một lượng lớn ủng hộ của dân chúng tại châu Á (Việt nam, Ấn Độ, và Nhật Bản) và khắp Mỹ Latin. Hơn nữa, họ được ủng hộ rộng lớn ở Trung Quốc, Hy Lạp và Iran, nơi các cuộc bầu cử tự do vẫn chưa có hoặc bị cản trở nhưng là nơi những người cộng sản có sự phát triển mạnh.
Để đối lại, Hoa Kỳ kéo dài một chiến dịch công kích chống cộng rộng lớn. Mỹ dự định "ngăn chặn" chủ nghĩa cộng sản thông qua cả chính sách ngoại giao công kích và các chính sách ngăn chặn. Xem lại quá khứ, chính sách này đầu tiên rất hiệu quả: Washinton tự đưa vai trò của mình thành lãnh đạo "thế giới tự do" và ít nhất thì cũng hiệu quả như việc Liên bang Xô viết đưa vai trò của mình thành lãnh đạo phong trào "tiến bộ" và "chống đế quốc".

#### Chiến tranh Triều Tiên
Năm 1950 Liên Xô phản đối sự thực rằng ghế của Trung Quốc tại Hội đồng bảo an Liên hiệp quốc do nước Cộng hoà Trung Hoa (Trung Hoa dân quốc - do những người Quốc dân đảng) nắm giữ, và do đó họ tẩy chay các cuộc họp Hội đồng bảo an Liên hiệp quốc. Họ sau đó đã hối tiếc quyết định này khi Chiến tranh Triều Tiên nổ ra. Liên hiệp quốc thông qua một nghị quyết lên án các hành động của Bắc Triều Tiên và cung cấp ủng hộ quân sự cho Nam Triều Tiên. Nếu Liên Xô có mặt ở các cuộc gặp, có thể họ đã chắc chắn sẽ phủ quyết nghị quyết này và như vậy sẽ không có việc quân Liên hiệp quốc (do Hoa Kỳ dẫn đầu) đổ bộ vào Triều Tiên. Sau sự kiện đó, Liên Xô không bao giờ còn vắng mặt tại các cuộc gặp của Hội đồng bảo an.

## Trích dẫn
1. ↑  «Энтузиазм и самоотверженность миллионов людей в годы первой пятилетки — не выдумка сталинской пропаганды, а несомненная реальность того времени». См.: Роговин В. З. Была ли альтернатива? М: Искра-Research, 1993
2. ↑  Giáo trình LS kinh tế, ĐH Kinh tế quốc dân. Trang 144
3. 1 2 3 4 5  http://user.hnue.edu.vn/index.php?page=news&uid=118&news_id=877%5B%5D
4. ↑  "Родичев В. А., Родичева Г. И. Тракторы и автомобили. 2-е изд. М.: Агропромиздат, 1987". Bản gốc lưu trữ ngày 8 tháng 6 năm 2008. Truy cập ngày 4 tháng 10 năm 2017.
5. ↑  Lịch sử thế giới hiện đại. Nguyễn Anh Thái chủ biên. Nhà xuất bản Giáo dục 2001. Trang 63-65
6. ↑  Giáo trình LS kinh tế, ĐH Kinh tế quốc dân. Trang 145
7. ↑  Schuman, Frederick L. Soviet Politics. New York: A.A. Knopf, 1946, p. 212 and 491
8. ↑  Davis, Jerome. Behind Soviet Power. New York, N. Y.: The Readers' Press, Inc., c1946, p. 46
9. ↑  Cameron, Kenneth Neill. Stalin, Man of Mâu thuẫn. Toronto: NC Press, c1987, p. 75
10. ↑  СССР в цифрах в 1967 году (bằng tiếng Nga). Moskva. 1968.{{Chú thích sách}}:  Quản lý CS1: địa điểm thiếu nhà xuất bản (liên kết) Xem thêm Tài liệu về công nghiệp hóa ở Liên bang Xô viết tại website thư viện của Vadim Ershov.
11. ↑  Giáo trình LS kinh tế, ĐH Kinh tế quốc dân. Trang 143
12. ↑  Cameron, Kenneth Neill. Stalin, Man of Contradiction. Toronto: NC Press, c1987, p. 74
13. ↑  "Holodomor Hoax: Joseph Stalin's Crime That Never Took Place". Truy cập ngày 12 tháng 6 năm 2025.
14. ↑  Law, David A. (1975). Russian Civilization. Ardent Media. tr. 300–1. ISBN 0-8422-0529-2.
15. ↑  "Bản sao đã lưu trữ". Bản gốc lưu trữ ngày 18 tháng 5 năm 2015. Truy cập ngày 4 tháng 10 năm 2017.
16. ↑  Deutscher, Isaac. Stalin; A Political Biography. New York: Oxford Univ. Press, 1967, p. 340
17. ↑  Dinkel, R.H. (1990). The Seeming Paradox of Increasing Mortality in a Highly Industrialized Nation: the Example of the Soviet Union. tr. 155–77.
18. ↑  Charles King. The Moldovans. Hoover Institution Press, Stanford University, 2000. ISBN 0-8179-9792-X.
19. ↑  Lewis, Robert (1994). Harrison, Mark; Davies, R.W. and Wheatcroft, S.G., ed. The Economic Transformation of the Soviet Union. Cambridge University Press. p. 188.
20. 1 2  Колесов Н. Д. Экономический фактор победы в битве под Сталинградом // Проблемы современной экономики. 2002. № 3.